# 애덤 고들리
애덤 고들리(Adam Godley, 1964년 7월 22일 ~ )는 잉글랜드의 배우이다.

## 작품 목록
- 마이 리틀 자이언트
- 잃어버린 세계를 찾아서 - 빌지 역 (목소리)